# Gontran Peer
Gontran Peer, bürgerlich Günther Peer (* 5. März 1957 in Brixen), ist ein deutschsprachiger Metalyriker.

## Leben
Gontran Peer, in kleinbürgerlichen Verhältnissen aufgewachsen, interessiert sich schon seit seinen frühen Jahren für Lyrik, seit 1991 besonders für japanische Kurzlyrik. Eine künstlerische Wende zeichnet sich in den Zwanziger Jahren ab, als er beschließt einen für ihn innovativeren dichte-rischen Weg zu beschreiten. Er beschäftigt sich aktuell mit Mystik, Metaphysik sowie Metaphern und benennt seinen lyrischen Kurs nunmehr als Metalyrik.

## Veröffentlichungen
- Haiku zeitgemäß. Wiesenburg-Verlag, Schweinfurt 2009, ISBN 978-3-940756-46-6.
- Westöstliche Haiku. Wiesenburg-Verlag, Schweinfurt 2010, ISBN 978-3-942063-45-6.
- Haiku im Kreis. Wiesenburg-Verlag, Schweinfurt 2012, ISBN 978-3-943528-52-7.
- Neun bis Vierzehn - Haiku. Wiesenburg-Verlag, Schweinfurt 2014, ISBN 978-3-95632-197-9.
- Haiku und so weiter. Wiesenburg-Verlag, Schweinfurt 2016, ISBN 978-3-95632-398-0.
- Manifest der deutschsprachigen Ikigai Lyrik 2021[1]
- Mit Maren Schönfeld: Raumperspektiven.  Verlag Expeditionen, 2024, ISBN 978-3-911320-01-6.

## Anthologie-Beiträge (Auswahl)
- Rainer Stolz, Udo Wenzel (Hrsg.): Haiku hier und heute. dtv, 2012